# Zgornja Kostrivnica
Zgornja Kostrivnica je naselje u slovenskoj Općini Rogaškoj Slatini. Zgornja Kostrivnica se nalazi u pokrajini Štajerskoj i statističkoj regiji Savinjskoj. 

## Stanovništvo
Prema popisu stanovništva iz 2002. godine naselje je imalo 133 stanovnika.